# Ranunculus pensylvanicus
Ranunculus pensylvanicus L. f. – gatunek rośliny z rodziny jaskrowatych (Ranunculaceae Juss.). Występuje naturalnie w Ameryce Północnej. 

## Rozmieszczenie geograficzne
Rośnie naturalnie w Ameryce Północnej. W Kanadzie został zaobserwowany we wszystkich prowincjach oraz na Terytoriach Północno-Zachodnich. W Stanach Zjednoczonych występuje w stanach Alaska, Waszyngton, Idaho, Montana, Wyoming, Kolorado, Arizona, Nowy Meksyk, Iowa, Minnesota, Nebraska, Dakota Północna, Dakota Południowa, Wisconsin, Illinois, Michigan, Indiana, Ohio, Pensylwania, Nowy Jork, Massachusetts, Rhode Island, Connecticut, Maine, New Hampshire, Vermont, New Jersey, Wirginia Zachodnia, Delaware, Maryland oraz w Dystrykcie Kolumbii. 

## Morfologia
PokrójBylina o lekko owłosionych pędach.
LiścieSą trójlistkowe. W zarysie mają sercowaty kształt, złożone z eliptycznych segmentów. Mierzą 1,5–7 cm długości oraz 3–9 cm szerokości. Brzegi są ząbkowane.
KwiatySą pojedyncze. Pojawiają się na szczytach pędów. Mają 5 eliptycznych działek kielicha, które dorastają do 3–5 mm długości. Mają 5 owalnych i żółtych płatków o długości 2–4 mm.
OwoceNagie niełupki o długości 2–3 mm. Tworzą owoc zbiorowy – wieloniełupkę o cylindrycznym kształcie i dorastającą do 5–7 mm długości.

## Biologia i ekologia
Rośnie na łąkach, brzegach rzek i otwartych przestrzeniach w lasach. Występuje na wysokości do 1700 m n.p.m. Kwitnie od czerwca do sierpnia. 